# Järnporten, Split

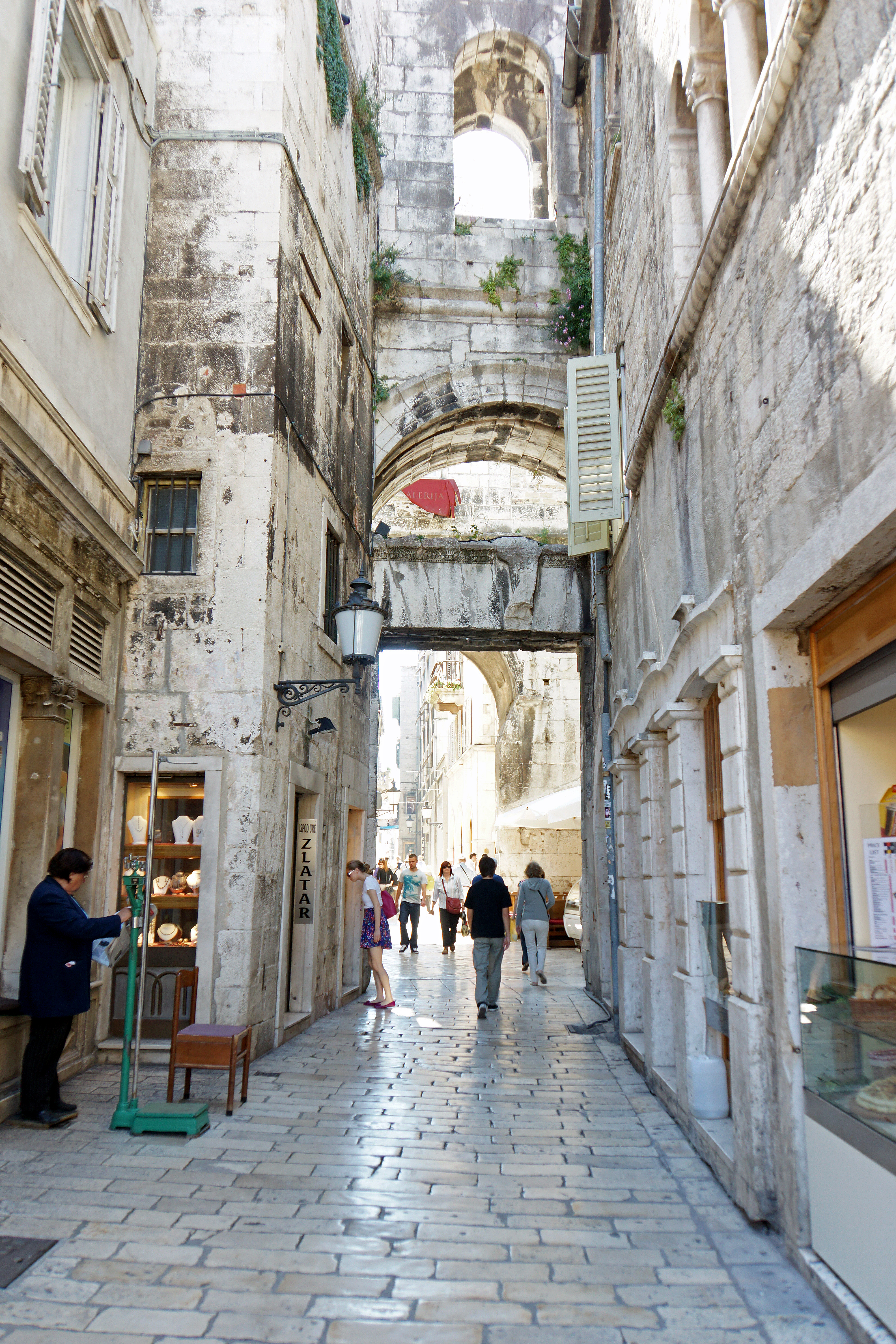
Järnporten år 2013.

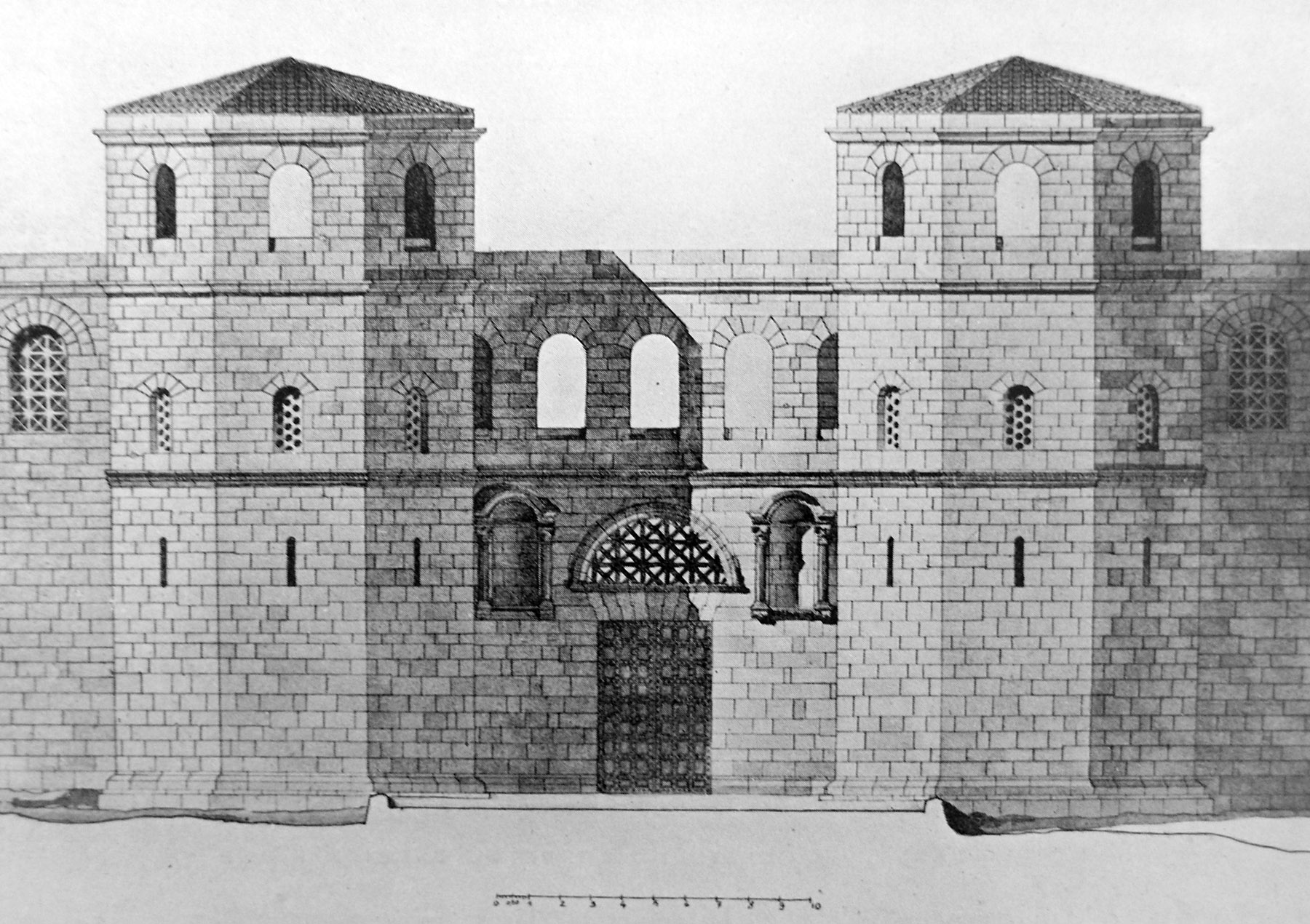
Ritning som visar hur Järnporten ursprungligen kan ha sett ut.

Järnporten (kroatiska: Željeznih vrata, latin: Porta Ferrea) är en stadsport i Split i Kroatien. Järnporten är den västra porten och en av fyra stadsportar som leder in i det antika världsarvslistade romerska Diocletianus-palatset som idag utgör en del av Splits historiska stadskärna. Av Splits fyra stadsportar är Järnporten den enda som varit oavbrutet öppen från sin tillkomst till idag. Den är också den mest välbevarade av de fyra portarna.

## Beskrivning och historik
Järnporten tillkom i samband med Diocletianus-palatsets uppförande på 300-talet och är belägen centralt på den västra palatsväggen. Under senantiken och den romerska perioden kallades porten för Porta Occidentalis (Västra porten) eller Porta Principalis Sinistra (Västra huvudporten). Det var först under den venetianska administrationen som porten fick namnet Porta Ferrea (Järnporten). Järnporten var huvudsakligen den port genom vilken militära trupper anlände till palatset. Palatsets samtida invånare passerade porten för att nå svavelbaden och legionärer som dömts till spöstraff eller stening fördes genom denna port. Efter att ha passerat porten utifrån ledde palatsets huvudgata (decumanus) i västlig–östligt riktning (via Pjaca) till Silverporten.
Järnportens var en dubbelport som bestod av två delar – en yttre och en inre port. Dess arkitrav hade en rik profilering medan dess valvbåge var enklare i sin utformning. Istället för blinda bågar och kolonner hade den en serie av enkla uppradade arkader. I samband med kristianiseringen och kejsar Theodosius I förföljelse av hedningar avlägsnades en relief föreställande den romerska segergudinnan Victoria från arkitravens centrala sten. Senare, på 400-talet, lät kristna ingravera ett kors på dess plats. På 500-talet inrättades ett kapell tillägnat Sankt Teodoro i vaktgången ovanför porten. Detta sammanföll med kristendomens allt mer växande utbredning samt att flyktingar från det raserade Salona och andra människor under den tidiga medeltiden tagit sin tillflykt till det antika palatset vars murar gav skydd mot attacker. Kapellet var ett exempel på hur de nyinflyttade anpassade palatset efter sina behov och var såtillvida inte unikt. Liknande kapell och kristna kultplatser inrättades likaledes ovanför de tre övriga stadsportarna. Genom tillbyggnader på 1000-talet (däribland ett klocktorn) utvecklades det tidigare kapellet senare till Vår Fru av klocktornets kyrka. Vid Järnporten finns trappor som liknar de ursprungliga och som leder till den forna patrullhallen ovanför porten. Den forna patrullhallen är 1,20 meter bred och har en takhöjd på 5,20 meter. På var sida om korridoren finns tre arkader vars dimensioner är 1,45 x 2,90 meter. På utsidan finns fem arkader på var sida. Under medeltiden användes den invändiga ytan ovan porten som tingshus.
I samband med befolkningstillväxt expanderade staden väster om palatset vilket blev startskottet för Splits urbana utveckling. Nya byggnader anlades utanför den västra palatsväggen. Järnporten förblev en öppen stadsport och passage mellan det gamla palatset och de nya bostadsområden som växte fram i väster. Det gjorde att den under samtiden kallades Fria porten.    